# Astragalus bombycinus
Astragalus bombycinus är en ärtväxtart som beskrevs av Pierre Edmond Boissier. Astragalus bombycinus ingår i släktet vedlar, och familjen ärtväxter. Inga underarter finns listade i Catalogue of Life.